# Campionati norvegesi di sci alpino 2005
I Campionati norvegesi di sci alpino 2005 si sono svolti a Oppdal dal 16 al 19 marzo. Il programma ha incluso gare di discesa libera, supergigante, slalom gigante, slalom speciale e combinata, tutte sia maschili sia femminili.
Trattandosi di competizioni valide anche ai fini del punteggio FIS, hanno potuto partecipare anche sciatori di altre federazioni, senza che questo consentisse loro di concorrere al titolo nazionale norvegese.

## Risultati

### Uomini

#### Discesa libera
| Pos. | Atleta                 | Nazione   | Tempo   |
| ---- | ---------------------- | --------- | ------- |
| 1    | Kjetil André Aamodt    | Norvegia  | 1:23,54 |
| 2    | Bjarne Solbakken       | Norvegia  | 1:23,57 |
| 3    | Hans Olsson            | Svezia    | 1:24,52 |
| 4    | Lars Elton Myhre       | Norvegia  | 1:24,69 |
| 5    | Andreas Løchen         | Norvegia  | 1:25,09 |
| 6    | Johnny Albertsen       | Danimarca | 1:25,67 |
| 7    | Kristján Uni Óskarsson | Islanda   | 1:25,68 |
| 8    | Kjetil Jansrud         | Norvegia  | 1:25,72 |
| 9    | Aksel Lund Svindal     | Norvegia  | 1:25,73 |
| 10   | Jonathan Hverven       | Norvegia  | 1:25,99 |

Data: 16 marzo

#### Supergigante
| Pos. | Atleta              | Nazione   | Tempo   |
| ---- | ------------------- | --------- | ------- |
| 1    | Lasse Kjus          | Norvegia  | 1:16,92 |
| 2    | Kjetil Jansrud      | Norvegia  | 1:17,15 |
| 3    | Kjetil André Aamodt | Norvegia  | 1:17,18 |
| 4    | Bjarne Solbakken    | Norvegia  | 1:17,35 |
| 5    | Aksel Lund Svindal  | Norvegia  | 1:17,40 |
| 6    | Marcus Sandell      | Finlandia | 1:17,84 |
| 7    | Andreas Løchen      | Norvegia  | 1:18,22 |
| 8    | Hans Olsson         | Svezia    | 1:18,26 |
| 9    | Johnny Albertsen    | Danimarca | 1:18,33 |
| 10   | Einar Vegsundvåg    | Norvegia  | 1:18,35 |

Data: 17 marzo

#### Slalom gigante
| Pos. | Atleta              | Nazione  | Tempo   |
| ---- | ------------------- | -------- | ------- |
| 1    | Andreas Nilsen      | Norvegia | 2:19,81 |
| 1    | Aksel Lund Svindal  | Norvegia | 2:19,81 |
| 3    | Bjarne Solbakken    | Norvegia | 2:19,86 |
| 4    | Kjetil Jansrud      | Norvegia | 2:20,26 |
| 5    | Truls Ove Karlsen   | Norvegia | 2:20,72 |
| 6    | Kjetil André Aamodt | Norvegia | 2:20,95 |
| 7    | Andreas Løchen      | Norvegia | 2:21,28 |
| 8    | Fredrik Nordh       | Svezia   | 2:21,63 |
| 9    | Einar Vegsundvåg    | Norvegia | 2:22,39 |
| 10   | Jens Byggmark       | Svezia   | 2:22,45 |

Data: 18 marzo

#### Slalom speciale
| Pos. | Atleta              | Nazione  | Tempo   |
| ---- | ------------------- | -------- | ------- |
| 1    | Truls Ove Karlsen   | Norvegia | 1:40,27 |
| 2    | Andreas Nilsen      | Norvegia | 1:40,38 |
| 3    | Aksel Lund Svindal  | Norvegia | 1:40,42 |
| 4    | Hans Petter Buraas  | Norvegia | 1:41,15 |
| 5    | Jens Byggmark       | Svezia   | 1:41,20 |
| 6    | Kjetil Jansrud      | Norvegia | 1:41,22 |
| 7    | Kjetil André Aamodt | Norvegia | 1:41,31 |
| 8    | Lars Elton Myhre    | Norvegia | 1:41,48 |
| 9    | Mikkel Bjørge       | Norvegia | 1:42,32 |
| 10   | Fredrik Nordh       | Svezia   | 1:42,40 |

Data: 19 marzo

#### Combinata
| Pos. | Atleta              | Nazione  |
| ---- | ------------------- | -------- |
| 1    | Kjetil André Aamodt | Norvegia |
| 2    | Bjarne Solbakken    | Norvegia |
| 3    | Lars Elton Myhre    | Norvegia |

### Donne

#### Discesa libera
| Pos. | Atleta              | Nazione     | Tempo   |
| ---- | ------------------- | ----------- | ------- |
| 1    | Cathrine Meisingset | Norvegia    | 1:29,04 |
| 2    | Anne Marie Müller   | Norvegia    | 1:31,70 |
| 3    | Guro Bottolfs       | Norvegia    | 1:31,87 |
| 4    | Pia Nic Gundersen   | Norvegia    | 1:32,10 |
| 5    | Nina Løseth         | Norvegia    | 1:32,11 |
| 6    | Laura Littman       | Stati Uniti | 1:32,50 |
| 7    | Christine Nordstrøm | Norvegia    | 1:33,63 |
| 8    | Maria Hyll Bjerknes | Norvegia    | 1:34,13 |
| 9    | Ida Dillingøen      | Norvegia    | 1:34,35 |
| 10   | Sirianne Remme      | Norvegia    | 1:34,56 |

Data: 16 marzo

#### Supergigante
| Pos. | Atleta                 | Nazione  | Tempo   |
| ---- | ---------------------- | -------- | ------- |
| 1    | Anne Marie Müller      | Norvegia | 1:22,53 |
| 2    | Pia Nic Gundersen      | Norvegia | 1:23,96 |
| 3    | Lene Løseth            | Norvegia | 1:24,05 |
| 4    | Therese Neergaard      | Norvegia | 1:25,24 |
| 5    | Ane-Marte Steintveit   | Norvegia | 1:25,51 |
| 6    | Malin Hemmingsson      | Svezia   | 1:25,58 |
| 7    | Ekaterina Zaharova     | Russia   | 1:25,84 |
| 8    | Anne Cecilie Brusletto | Norvegia | 1:26,41 |
| 9    | Sara Hjertman          | Svezia   | 1:26,54 |
| 10   | Boel Svärd             | Svezia   | 1:27,36 |

Data: 17 marzo

#### Slalom gigante
| Pos. | Atleta                 | Nazione     | Tempo   |
| ---- | ---------------------- | ----------- | ------- |
| 1    | Therese Neergaard      | Norvegia    | 2:09,44 |
| 2    | Anne Marie Müller      | Norvegia    | 2:10,25 |
| 3    | Anne Cecilie Brusletto | Norvegia    | 2:13,45 |
| 4    | Jessica Honkonen       | Finlandia   | 2:14,20 |
| 5    | Sanna Dregelid         | Norvegia    | 2:15,60 |
| 6    | Martine Remsøy         | Norvegia    | 2:16,04 |
| 7    | Sara Hjertman          | Svezia      | 2:16,24 |
| 8    | Tonje Pedersen Lie     | Norvegia    | 2:17,00 |
| 9    | Kari Anne Andersen     | Norvegia    | 2:17,48 |
| 10   | Molly Craig            | Regno Unito | 2:18,40 |

Data: 18 marzo

#### Slalom speciale
| Pos. | Atleta                 | Nazione   | Tempo   |
| ---- | ---------------------- | --------- | ------- |
| 1    | Lene Løseth            | Norvegia  | 1:41,08 |
| 2    | Trine Bakke            | Norvegia  | 1:41,81 |
| 3    | Lisa Bremseth          | Norvegia  | 1:42,14 |
| 4    | Anne Marie Müller      | Norvegia  | 1:42,36 |
| 5    | Hedda Berntsen         | Norvegia  | 1:42,94 |
| 6    | Tone Jersin Ansnes     | Norvegia  | 1:45,77 |
| 7    | Jessica Honkonen       | Finlandia | 1:46,01 |
| 8    | Kathrine Nordahl       | Norvegia  | 1:46,50 |
| 9    | Anne Cecilie Brusletto | Norvegia  | 1:46,59 |
| 10   | Cathrine Meisingset    | Norvegia  | 1:47,75 |

Data: 19 marzo

#### Combinata
| Pos. | Atleta              | Nazione  |
| ---- | ------------------- | -------- |
| 1    | Cathrine Meisingset | Norvegia |
| 2    | Anne Marie Müller   | Norvegia |
| 3    | Pia Nic Gundersen   | Norvegia |